# Hallerbos
Hallerbos (în olandeză: pădurea Halle) este o pădure din Belgia, care acoperă o suprafață de 552 ha (1.360 de acri). Este situat în principal în municipalitatea Halle, în Brabantul Flamand și are, de asemenea, o mică parte în Brabantul Valon.
Vizitatorii pot ajunge acolo fie cu vehiculul propriu, fie prin mijloacele de transport în comun și anume un autobuz care poate fi luat din gara Halle⁠(d).
Din punct de vedere istoric, Hallerbos a făcut parte din Silva Carbonaria⁠(d), împreună cu alte păduri din vecinătate, inclusiv Pădurea Forêt de Soignes și Meerdaal⁠(d). Până în 1777, era încă conectat printr-o fâșie de pădure de Forêt de Soignes. În timpul Primului Război Mondial, majoritatea copacilor bătrâni au fost îndepărtați de forțele germane de ocupație. Reîmpădurirea⁠(d) a avut loc între 1930 și 1950.